# Ademuz

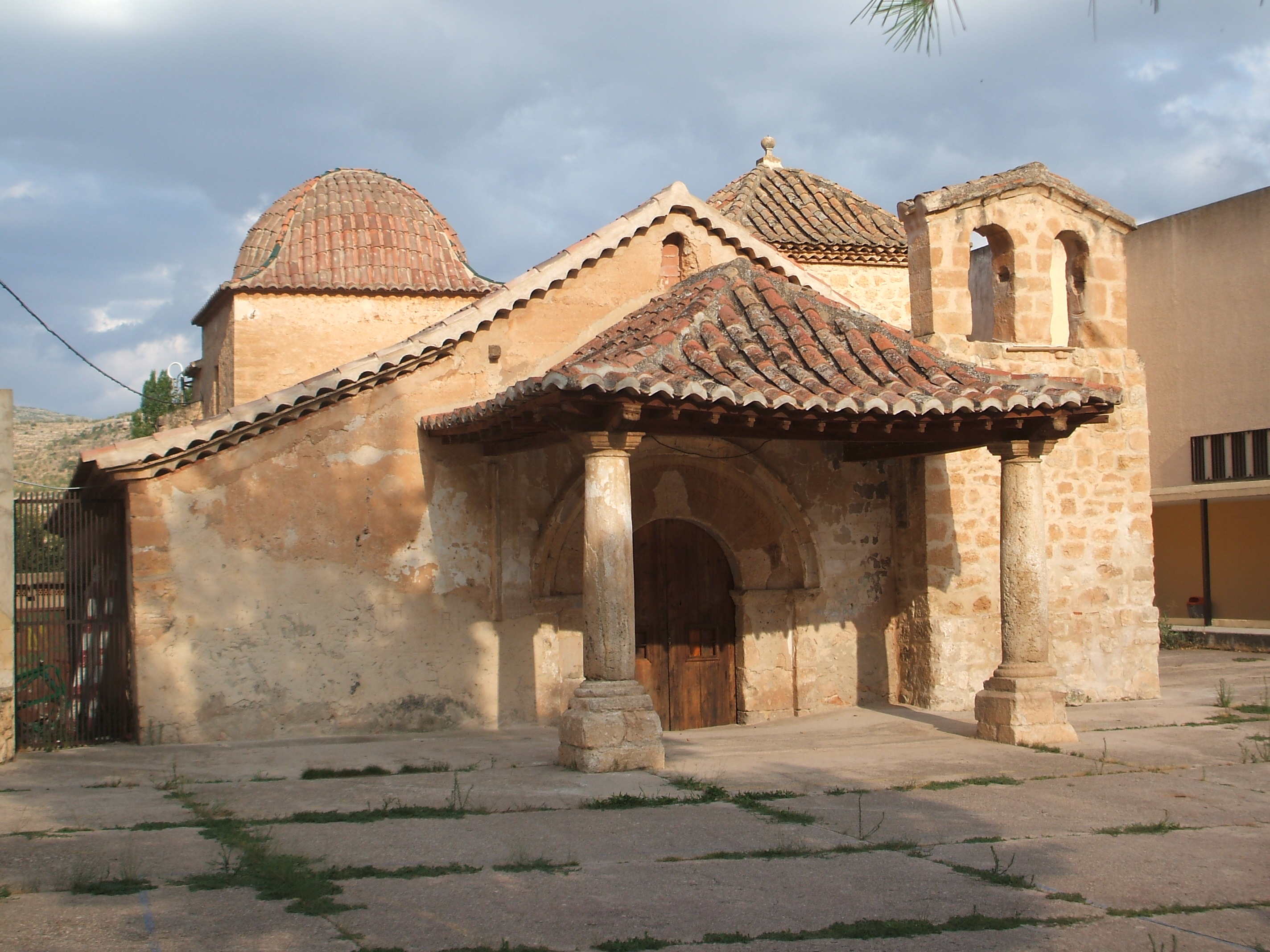
Chiesa della Madonna della Huerta. Ademuz. XIV sec.

Ademuz este un oraș în provincia Valencia din Spania.